# Erebia acolia
Erebia acolia är en fjärilsart som beskrevs av Hans Fruhstorfer 1916. Erebia acolia ingår i släktet Erebia och familjen praktfjärilar. Inga underarter finns listade i Catalogue of Life.